# 1981 v dopravě
Tento článek obsahuje seznam událostí souvisejících s dopravou, které proběhly roku 1981.

## Události
- 7. března 1981

 Je zprovozněno metro v Jerevanu.
- 1. července 1981

 V Petrohradském metru byl zprovozněn úsek třetí linky ve směru Lomonosovskaja – Obuchovo.
- 27. září 1981

 Ve Francii zahájen provoz první trati pro vysokorychlostní vlaky TGV z Paříže do Lyonu.
- 5. prosince 1981

 Washingtonské metro se rozrostlo; na jeho červené lince přibyl nový 3 stanic dlouhý úsek na jejím západním konci (stanice Grosvenor-Strathmore až Woodley Park-Zoo/Adams Morgan).

## Neurčené datum
Karosa uvedla nový model autobusu B 731, jež se během 80. let rozšířil do všech měst tehdejší ČSSR.
 V Československu byl oficiálně ukončen provoz parních lokomotiv.